# Musixmatch
Musixmatch自称是世界上最大的歌词记录网站，收录了63种语言超过1740万首歌的歌词。该网站支持浏览器访问，并提供安卓、iOS和Windows Phone平台的移动app。该网站用户已超过6000万。